# Chapelle Notre-Dame de la Faigne
Pour les articles homonymes, voir Chapelle Notre-Dame.
 (mars 2017).
Si vous disposez d'ouvrages ou d'articles de référence ou si vous connaissez des sites web de qualité traitant du thème abordé ici, merci de compléter l'article en donnant les références utiles à sa vérifiabilité et en les liant à la section « Notes et références ».
La chapelle Notre-Dame de la Faigne est un lieu de pèlerinage marial situé à l'orée d'un bois au nord-est de Pontvallain (Sarthe), en bordure de la route départementale 110, menant à Écommoy.

## Histoire
Avec un système de douves assez bien conservé et la motte féodale sur laquelle fut autrefois érigé le premier château fort, c'est ce qu'il reste du domaine de La Faigne, élevé au rang de châtellenie en 1452 par Charles IV, comte du Maine, et ayant appartenu à plusieurs grandes familles : familles de La Faigne, des Roches, de Sainte Maure, de Laval, Molin, de Mailly .
C'est un lieu de pèlerinage très ancien attesté depuis au moins sept cents ans. Certains auteurs le font remonter aux débuts du christianisme dans l'ouest de la France.
Selon la tradition locale, au temps où le seigneur de la Faigne adorait encore les faux dieux, des chrétiens vivant sur ses terres déposèrent dans un arbre une statue de la Vierge au pied de laquelle ils venaient souvent prier. Irrité du culte rendu à cette statue, le seigneur s’en empara et essaya de la briser. Ne pouvant y parvenir, il l’enferma dans son château pour la soustraire à la dévotion de ses sujets. Mais le lendemain, à sa grande surprise, la statue était revenue à sa place. Il l’enleva de nouveau et l’enferma lui-même soigneusement sous les verrous. Peine inutile : la statue retourna chaque fois au milieu de l'arbre.
Ce prodige l’émut profondément. Il se fit instruire des vérités de la foi catholique et baptiser. Il devint un des adorateurs les plus fervents du vrai Dieu.

Sur l’emplacement de l'arbre, il construisit une chapelle dans laquelle il fit déposer la statue de la Vierge qui, depuis lors, y est pieusement honorée.

Le lundi de Pentecôte de chaque année, écrivait un religieux bénédictin en 1745, « un grand concours de peuples » vient à la Faigne « vénérer une très antique et miraculeuse image de la Vierge et se faire réciter l’Évangile de Beata Maria in Sabbato » . Notre-Dame de la Faigne était alors « en grand honneur dans tous les pays d’alentour et fort célèbre par ses miracles, surtout en faveur des femmes stériles ».

Ce jour-là, dès quatre heures du matin, la chapelle est trop étroite pour contenir tous les pèlerins et, depuis ce moment jusqu’à onze heures, plusieurs prêtres sont constamment occupés à réciter les évangiles. Une grand’messe  solennelle y est chantée à dix heures.

En 1829, l’historien sarthois Julien Pesche écrivait : « Cet oratoire est encore [ … ] le but de nombreux pèlerinages des habitants du pays… Le lundi de la Pentecôte est particulièrement son jour de splendeur et de triomphe : les pèlerins y abondent toute la nuit et tout le jour… ; le soir, la jeunesse du pays leur succède ; on danse sur la place environnante… ».
Car c’est aussi l’occasion d’une grande fête de village ou assemblée où se trouve une foule de petits marchands et où l’on compte trois ou quatre mille personnes. Jusqu’à une époque récente, le soir, on dansait dans les chaumières installées en bordure de la route d’Écommoy.
Le 4 juin 1900, sous la présidence de Monseigneur Marie-Prosper de Bonfils, évêque du Mans, le pèlerinage rassembla environ cinq mille fidèles venus de tout le pays avoisinant, à pied, dans d’innombrables carrioles et autres chars à bancs qui stationnaient dans les prairies alentour, mais aussi par le chemin de fer départemental du Mans à Pontvallain, ou d’Écommoy et Mayet à Pontvallain. La gare, qui n’existe plus, était à 2,5 km, distance que les pèlerins parcouraient en processions.
Or ce pèlerinage perdait au fil des ans un peu de sa vitalité jusqu’à ce qu’il connaisse un renouveau en 1984 grâce à la création de l'Association « les Amis de la Faigne » qui se donnait pour but principal de perpétuer ce pèlerinage.

Une étape décisive fut franchie en 1994 alors que la famille de Mailly, propriétaire des lieux et qui ne souhaitait plus entretenir la chapelle, accepta de la céder à l'association qui, depuis lors, souhaite en faire un lieu d'accueil, notamment en direction de groupes de jeunes : aumôneries, scoutisme, échanges internationaux...et s'est donné pour défi supplémentaire de restaurer ce bâtiment qui nécessitait d'importants travaux de sauvegarde et, si possible, de l'embellir.
Chaque année, une messe a lieu à 10 h 30 le lundi de Pentecôte (précédée d'une marche-pèlerinage), ainsi que le 15 août.

## Description

### Extérieur

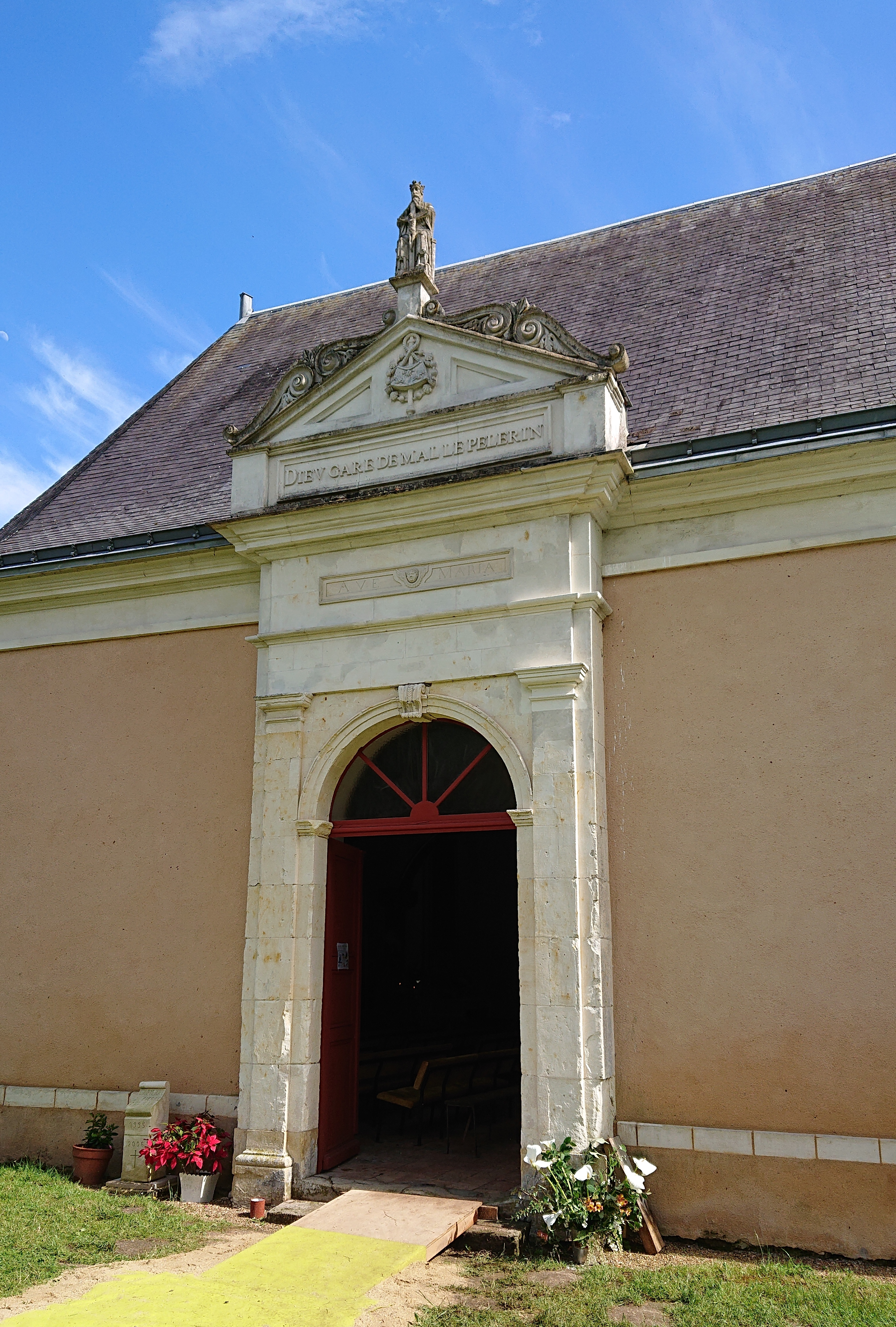
Le portail d'entrée.

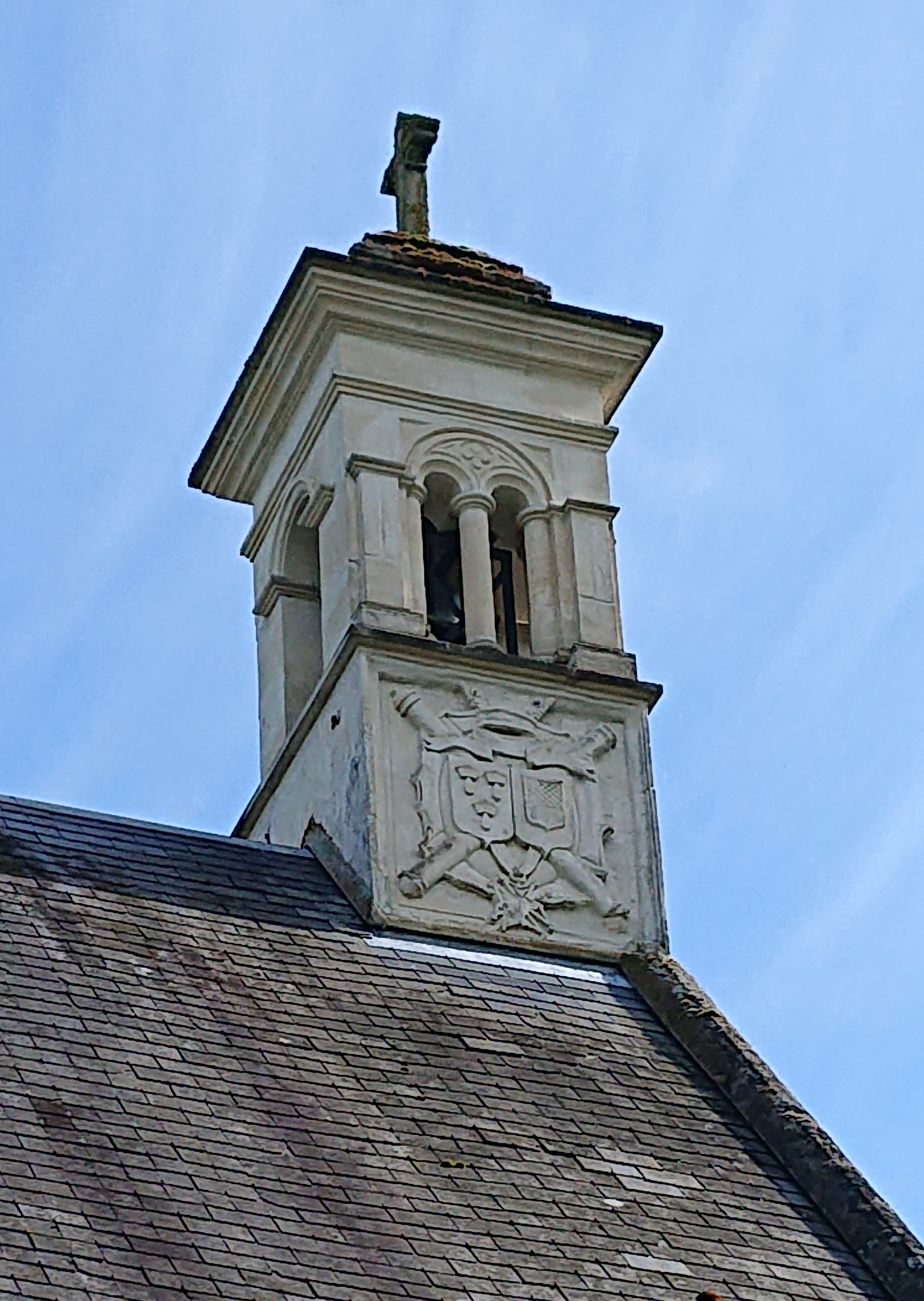
Le campanile de faîtage.

La façade du côté de la route et du terrain ombragé de peupliers est orientée vers le nord.
La porte d’entrée, en plein cintre, est surmontée d’un fronton porté par deux pilastres. Celui-ci est orné de deux inscriptions en relief. Au niveau de la corniche, on peut voir les deux mots AVE MARIA encadrant une tête de chérubin en relief. Au-dessus, c’est-à-dire plus haut que le chéneau, on lisait difficilement en lettres capitales « DIEU GARE DE MAL LE PELERIN » avant remplacement de la pierre rongée par le temps et réfection à l’identique en 2002. Immédiatement au-dessus, occupant le centre du triangle formé par le fronton, se trouvent différents symboles évoquant un lieu de pèlerinage : trois coquilles disposées sur un sac muni d’un cordon qui se porte en bandoulière, un collier fait de perles et de coquilles alternées ; le bourdon que l’on s’attendrait à trouver est remplacé par un bâton de maréchal qui nous rappelle le propriétaire qui fit faire des rénovations importantes à la fin du XVIIIe siècle, Augustin de Mailly, maréchal de France.
Surmontant ce fronton, est une statue d'époque, restaurée en 2000, de Dieu le Père couronné et assis sur un trône. Les mains jointes, il présente son fils Jésus sur la croix.
Le campanile, dont au moins le socle date de d'une grande restauration en 1787, avait gardé son aspect jusqu’au début du XXe siècle mais fut cerclé de fer vers 1930 pour être consolidé, car il était très abîmé, et sa colonne sommitale a été supprimée pour ne garder que la croix qui la surmontait. Celui que l’on voit actuellement a été refait à l’identique et mis en place pour la Pentecôte 2008. Seules la croix et la base sont d’origine ; cette dernière porte les armoiries et insignes du maréchal Augustin de Mailly.
Enfin, à droite de la chapelle, le petit pavillon du XIXe siècle aux jambages de brique et de tuffeau, remplace une construction beaucoup plus modeste que l’on peut voir sur des gravures anciennes.

### La nef principale
La nef a souffert d’un environnement humide et d'un manque d'usage régulier. Son plan est d’une grande simplicité.
Les murs, enduits à la chaux, sont  recouverts d’un badigeon ocre et leur partie basse a été refaite en 2005. La voûte, en forme de carène renversée, est en bois peint. Elle aussi a souffert de l’humidité avant la révision de la toiture en 1995. Elle porte en son arête les armoiries d’Adrien de Mailly et de son épouse Eugénie de Lonlay de Villepail.
Au fond de la nef, une verrière surmonte trois niches abritant trois statues anciennes de terre cuite, qui représentent de gauche à droite un clerc (non identifié), un évêque, qui pourrait être saint Augustin, ou encore saint Julien, et une Vierge à l'Enfant (qui porte son enfant sur le bras droit, ce qui n’est pas la représentation la plus courante).
Au-dessous est fixée une plaque en marbre noir commémorative de la restauration de la chapelle en 1787. On y voit à côté de celles des Mailly, les armoiries de la famille Narbonne-Pelet, ainsi que les nombreux titres des illustres châtelains de l’époque. 
Un singulier ex-voto, sous la plaque de marbre, date de la Première Guerre mondiale. Il évoque les débuts de l’aviation de combat.
Encastré dans le mur droit de la nef se trouve un haut-relief en pierre de tuffeau dont la partie inférieure du XVIe siècle nous conte l’histoire d’Anne et Joachim, frappés de stérilité, chassés du temple mais avertis par l’ange Gabriel qu’ils auront un enfant : Marie. La partie supérieure, d’une période plus récente, représente la Dormition de la Vierge et sa montée au Ciel. La chapelle est dédiée depuis très longue date à la Vierge Marie.
Le sol est entièrement pavé et garde la trace, dans l’allée centrale et face à l’entrée, de l’ancien emplacement de la dalle funéraire de dame Le Musnier qui, pour offrir plus de place lors des offices et principalement le lundi de Pentecôte, a été déplacée et conservée dans le bas de la nef. C’est une table de marbre noir, qui porte les armoiries de la défunte aux côtés de celles de la maison de Montmorency-Laval.

### Le chœur
Le retable, de style baroque, date peut-être de la fin du XVIIe siècle ou du début du XVIIIe mais il a au moins été remanié lors d’une autre importante restauration, en 1827, par Adrien de Mailly à la suite des désordres de la Révolution. Un fronton monumental est soutenu par quatre colonnes aux chapiteaux d’ordre corinthien imitant un marbre de couleur verte qui ressort bien sur le fond blanc et s’harmonise tout à fait avec les nombreuses dorures. Dans une niche de ce fronton une statue de la Vierge domine ainsi toute l’assemblée des fidèles.
Juste au-dessous, son monogramme, les lettres A et M entrelacées, peut aussi être interprété comme les initiales d’Augustin de Mailly ou, plus probablement, de son fils Adrien, surmontées de la couronne de marquis. Au centre du retable, un tableau représente soit l’Assomption, soit Marie, reine des Cieux portée par des anges. Pendant longtemps un autel resta collé à ce tableau dont le bas eut à souffrir de l’humidité. Au-dessus, une inscription latine rappelle la restauration de 1827, tandis qu’à gauche une statue représente sainte Anne instruisant Marie petite et, qu’à droite, une statue de saint Joseph fait le pendant.
Sur le mur de gauche, entre la porte et l’autel, on peut encore voir des épures gravées dont le tracé rappelle des éléments du retable et, peut-être, de l’ancien autel. D’autres épures, plus médiocres, se trouvaient sur le mur du fond de la nef et ont été effacées par la réfection des bas des murs en 2005.
Autour du chœur se trouvent aussi de nombreux ex-voto dont l’un date de la retraite de Russie par les armées de Napoléon, en 1812.
Sous la voûte, l’entrait est une belle pièce de chêne, identique à celui du fond de la nef, dont le poinçon porte le Christ en croix. Il n’est ni signé ni daté.

### La chapelle latérale
Elle est dédiée à saint Augustin et communique largement avec la nef par un arc soutenu par deux colonnes engagées. Elle date, dans son état actuel, de la grande restauration de 1787, ayant très probablement remplacé une construction plus ancienne ; elle fut bénite le 28 août de cette année-là, jour de la Saint-Augustin. 
À gauche, un grand tableau représente saint Augustin, évêque d’Hippone au début du Ve siècle de notre ère, tenant son cœur dans la main gauche et écrivant de la droite. Au-dessous, se trouve un autel du XVIIIe siècle qui, rongé par le temps, nécessite d’être restauré. 
À droite, s’ouvre la sacristie par une petite porte au chambranle décoré d’une croix de Malte et d’une couronne de marquis. Le maréchal de Mailly était grand-croix de l’ordre de Malte. Cette porte est surmontée d’un bel ensemble de quatre bas-reliefs des XIVe et XVIe siècles.
- Celui du centre est en bois, surmonté des armes des Mailly, et se présente comme un diptyque : la partie droite représente la décollation de saint Jean-Baptiste et la gauche l’Annonciation.
- Au-dessus de celui-ci, un autre bas-relief en bois montre la présentation de Jésus au Temple. Il est flanqué de deux niches. Celle de gauche abritait une statue de bois polychrome, apparemment très ancienne, qui pourrait être considérée comme la statue ancienne du pèlerinage. C’est elle qui est portée triomphalement en procession le lundi de Pentecôte. Le reste de l’année, elle n’est pas dans la chapelle mais est conservée en lieu sûr. Dans la niche de droite, la statue du Bon-Pasteur est d’époque beaucoup plus récente.
- De part et d’autre, deux albâtres, scellés dans le mur : à gauche, la Résurrection, et à droite, le martyre de sainte Catherine d'Alexandrie. Sainte Catherine fut beaucoup plus vénérée au Moyen Âge et dans les siècles qui ont suivi qu’elle ne l’est maintenant, une des quatre foires annuelles dont les seigneurs de la Faigne détenaient le privilège « sur la pelouse de la Faigne » se tenait le jour de la Sainte-Catherine et ces mêmes châtelains avaient fondé une chapelle dédiée à sainte Catherine dans l’église de Pontvallain vers 1350. Ces deux albâtres datent du XIVe siècle ; ils proviennent très probablement d'un atelier français et furent polychromes à une certaine époque avant que celui de droite ait été recouvert d’une mauvaise dorure ; ils ne sont ni signés ni datés.

## Sources
- Année de Marie ou pèlerinages aux sanctuaires de la Mère de Dieu, suivis de… par MM. D. ET B., volume 1 (Mame 1842), pages 244, 245 et 246.
- Abbé Ambroise Ledru, Châteaux de la Sarthe 8, La Roche Mailly - La Faigne, Le Mans, Benderitter & de Saint Denis, 1913, p. 36-46.